# Теодор Альтерманн
Теодор Альтерманн (ест. Theodor Altermann; 24 листопада 1885 — 1 квітня 1915, Таллінн) — естонський актор, театральний режисер та продюсер, один із засновників професійного театру в Естонії.